# Теодор Киринејски
Свети мученик Теодор Киринејски је хришћански светитељ и свештеномученик.
Живео је у 3. веку у граду Киренији. У време владавине цара Диоклецијана (284-305) био је епископ Киренеје и био је преписивач светих књига.
Током прогона хришћана издао га је рођени син Лав. Страдао је заједно са мученицима Ароном, Киприлом и Лукијем.
Његов спомен православна црква празнује 4. јула.